# Ponteareas
Ponteareas (Tiếng Galician) là một đô thị trong tỉnh Pontevedra, Galicia, Tây Ban Nha.
42°10′B 8°30′T / 42,167°B 8,5°T